# Weltmeisterschaften der Rhythmischen Sportgymnastik 1965
Die 2. Weltmeisterschaften der Rhythmischen Sportgymnastik wurden 1965 in der Tschechoslowakei Prag ausgetragen.

## Ergebnisse

### Einzel-Mehrkampf
| Rang | Nation           | Athletin                  |
| ---- | ---------------- | ------------------------- |
| 1    | Tschechoslowakei | Hanna Micechova           |
| 2    | Sowjetunion      | Tatjana Krawtschenko      |
| 3    | Tschechoslowakei | Hana Machatová-Bogušovská |

### Übung ohne Handgerät
| Rang | Nation           | Athletin                  |
| ---- | ---------------- | ------------------------- |
| 1    | Sowjetunion      | Tatjana Krawtschenko      |
| 2    | Tschechoslowakei | Hana Machatová-Bogušovská |
| 3    | Tschechoslowakei | Hanna Micechova           |

### Übung mit Handgerät
| Rang | Nation           | Athletin             |
| ---- | ---------------- | -------------------- |
| 1    | Tschechoslowakei | Hanna Micechova      |
| 2    | Sowjetunion      | Tatjana Krawtschenko |
| 3    | Sowjetunion      | Lilia Natmoutdinowa  |

### Medaillenspiegel
| Rang | Nation           | Gold | Silber | Bronze | Gesamt |
| ---- | ---------------- | ---- | ------ | ------ | ------ |
| 1    | Tschechoslowakei | 2    | 1      | 2      | 7      |
| 2    | Sowjetunion      | 1    | 2      | 1      | 2      |